# Dunkirk (Wisconsin)
Dunkirk es un pueblo ubicado en el condado de Dane en el estado estadounidense de Wisconsin. En el Censo de 2010 tenía una población de 1.945 habitantes y una densidad poblacional de 23,59 personas por km².

## Geografía
Dunkirk se encuentra ubicado en las coordenadas 42°53′34″N 89°11′53″O / 42.89278, -89.19806. Según la Oficina del Censo de los Estados Unidos, Dunkirk tiene una superficie total de 82.43 km², de la cual 81 km² corresponden a tierra firme y (1.73%) 1.43 km² es agua.

## Demografía
Según el censo de 2010, había 1.945 personas residiendo en Dunkirk. La densidad de población era de 23,59 hab./km². De los 1.945 habitantes, Dunkirk estaba compuesto por el 97.17% blancos, el 0.46% eran afroamericanos, el 0.05% eran amerindios, el 0.98% eran asiáticos, el 0% eran isleños del Pacífico, el 0.31% eran de otras razas y el 1.03% pertenecían a dos o más razas. Del total de la población el 1.13% eran hispanos o latinos de cualquier raza.